# Aroab
Aroab ist ein Dorf im Wahlkreis Keetmanshoop-Land der Region ǁKharasKlicklaut im Süden Namibias, 35 Kilometer westlich eines Grenzpostens in das südafrikanische Rietfontein und dem Kgalagadi-Transfrontier-Nationalpark. Das Dorf hat 2651 Einwohner (Stand 2023).
Der Ort liegt im traditionellen Siedlungsgebiet der Nama am Aub-Rivier, an welchem viele Haakdoring (Spargelpflanzen; Aroe auf Nama) wachsen, woraus sich der Name Aroe Aub ableitet. Um 1900 wurde Aroab durch Farmer besiedelt, die während des Namakrieges vorübergehend nach Rietfontein flüchteten. 1913 erhielt der Ort seinen ersten Einzelhandel.
Heute ist Aroab eine landwirtschaftlich geprägte Gemeinde mit einer evangelischen Kirche und verschiedenen Schulen.
Aroab ist über die Straßen C11, C11 M25, C16 M27 und D622 an das namibische Straßennetz angeschlossen.
Am Nordwestrand von Aroab befindet sich der Aroab B Airport.

## Kommunalpolitik
Bei den Kommunalwahlen 2020 wurde folgendes amtliche Endergebnis ermittelt.
| Partei | Stimmen | Sitze |
| ------ | ------- | ----- |
| LPM    | 293     | 2     |
| SWAPO  | 236     | 2     |
| PDM    | 132     | 1     |
| NEFF   | 26      | 0     |